# Olaf Sørensen
Svend Erik Olaf Sørensen (30. november 1917 i Aarhus-25. maj 2008 i Aarhus) var en dansk atlet medlem af Skovbakken i Aarhus. 
Olaf Sørensen startede med atletik i 18 års alderen og var næsten 34 år, inden han debuterede som maratonløber. Forinden havde han hævdet sig i den jyske elite på 5.000 og 10.000 meter, men det var først, da han søgte op på maratondistance, at han slog afgørende igennem. Den første af tre DM-titler vandt han ved at komme først i mål i sin maratondebut i 1951 og besejre favoritten Henning Larsen fra Helsingør med over 10 minutter. Ved samme lejlighed opnåede han sin bedste tid på distancen, 2,40,41. Han vandt også i 1952 samt 1954. Olaf Sørensens aktive karriere på eliteplan sluttede i 1956.
Olaf Sørensen deltog i maratonløbet ved OL 1952 i Helsinki, han blev ramt af krampe undervejs, men stred sig i mål på en 48. plads i tiden 2,55,21. Forud for legene i Helsinki blev for første gang den olympiske ild ført gennem Danmark med en fakkelstafet, som involverede både løbere, cykelryttere og roere. I Aarhus medvirkede en række lokale idrætsfolk, og Olaf Sørensen fik overdraget den ærefulde opgave at løbe ind på Aarhus Stadion med faklen og antænde den ildskål, der var etableret til lejligheden.
Olaf Sørensen blev født i Vestergade i Århus og voksede op i Århus og Åbyhøj. Han tog præliminæreksamen, inden han blev uddannet i kolonialengroshandel og civiløkonom. Han var inde som soldat 9. april 1940, men blev kort tid efter hjemsendt. Han var under besættelsen ansat i den daværende Brabrand Årslev Kommune og arbejde med at dele rationeringsmærker ud og senere som kontorist, inden han i 1946 blev rejsende sælger for Jyllands Papirværk, for hvilket han arbejdede i 12 år. Derfra kom han tilbage til Brabrand og var med til at stifte Brabrand Boligforening, hvor han var direktør og forretningsfører.
Da Gellerupcentret/CityVest i Brabrand blev opført i 1972, blev Olaf Sørensen direktør for centret, ligesom han, sammen med sin datter og svigersøn, samt hustruen Lizzie, drev Mackenzie Pub og Café Corner. Hertil kom fem år, hvor familien også drev Rådhus Cafeen i Århus. Fra slutningen af 1970'erne helligede han sig fuldt ud livet som restauratør i Mackenzie Pub, som han og hustruen drev frem til 1999. Café Corner overtogs af sønnen Asbjørn.
Olaf Sørensen var oså engagered i galopheste og har haft mange heste. Han deltog i 1967 med en succesfuld hest fra eget opdræt, som løb flere sejre i hus, ligesom han ved med i bestyrelsen for Jydsk Galophesteejerforening. Sønnerne Asbjørn, Peter og Bjarne var amatørjockeyer på Jydsk Væddeløbsbane.
Olaf Sørensen boede i mange år i skovriderhuset i Marselisborg.

## Danske mesterskaber
- Guld 1954  Maraton  2:40.58
- Guld 1952  Maraton  2:42.18
- Guld 1951  Maraton  2:40.41